# Крефей
Крефей (Кретей, др.-греч. Κρηθεύς) — персонаж древнегреческой мифологии. Старший сын Эола и Энареты, основатель Иолка. Женат на Тиро, сыновья Эсон, Амифаон и Ферет. Дочь Крефея замужем за Тектамом. По версии, его дочь Ипполита замужем за Акастом. Его призрак является Ясону и Алкимеде.